# Partidul Unității Naționale

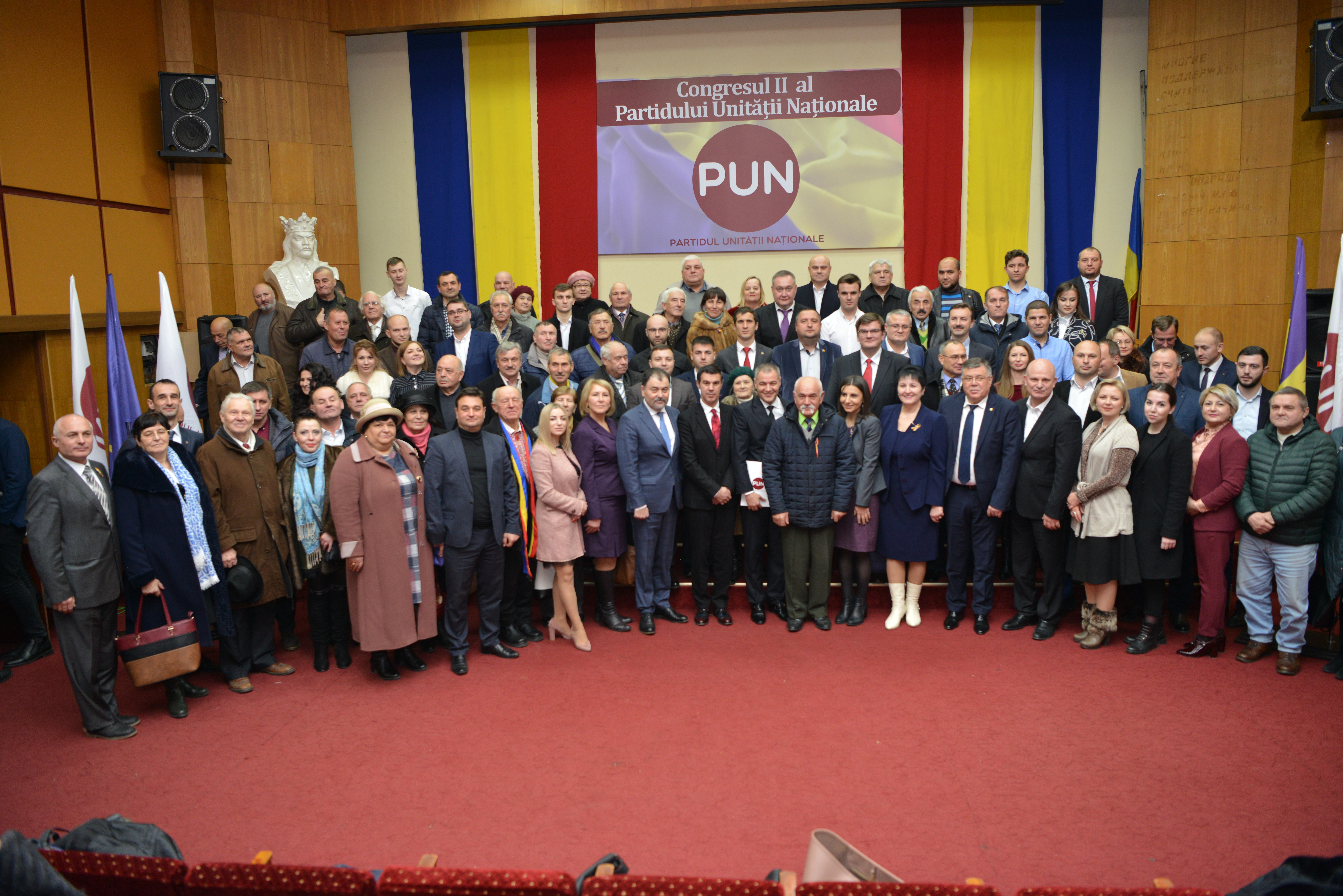
Congresul II al PUN din 07.12.2019

Partidul Unității Naționale (abreviat PUN) este un partid politic de centru-dreapta din Republica Moldova, care promovează idealul unității naționale românești prin reunificarea Republicii Moldova cu România, integrarea în Uniunea europeană și aderarea la NATO.
La Congresul II extraordinar din 07.12.2019, în calitate de Președinte al partidului a fost ales Octavian Țîcu.
În cadrul congresului de constituire a Partidului Unității Naționale, la 25 iunie 2017, fostul președintele al României, Traian Băsescu, a fost ales în calitate de Președinte de onoare.

## Istoric
Grupul de inițiativă al partidului a fost centrat inițial în jurul lui Anatol Șalaru, deputat în primul Parlament al Republicii Moldova și vicepreședinte al Partidului Liberal, care a fost dezamăgit de criza politică si direcția politică. Acesta dorea reformarea PL după ce la alegerile prezidențiale din 2016 partidul a acumulat doar 1,8% în comparație cu 14,68% la alegerile parlamentare din 2009. Prin urmare, Anatol Șalaru convoacă adunarea în care se pune întrebarea unei noi runde de alegeri, acest fapt deranjânud-l pe președintele partidului Mihai Ghimpu, unicul președinte al PL de la înființare. 
Pe data de 13 decembrie 2016, Mihai Ghimpu îi retrage sprijinul politic lui Anatol Șalaru din funcția de ministru al apărării. Drept urmare, patru zile mai târziu, Șalaru își dă demisia din funcția de prim-vicepreședinte al Partidului Liberal. Pe 27 decembrie 2016, președintele Igor Dodon semnează decretul privind demiterea din funcția de ministru al apărării a lui Anatol Șalaru. 
Pe data de 7 februarie 2016 Anatol Șalaru și-a anunțat intenția de a înființa un partid nou. Pe 14 februarie 2016, deputata Ana Guțu a fondat partidul Dreapta, care pe 11 iunie 2017 și-a schimbat denumirea în Partidul Unității Naționale. Ulterior, Anatol Șalaru a fost ales președintel executiv, iar Ana Guțu prim-vicepreședinte.

## Conducerea
- Octavian Țîcu, președinte
- Traian Băsescu, președinte de onoare
- Anatol Șalaru, secretar general
- Viorel Iordachescu, prim-vicepreședinte
- Ana Guțu, prim-vicepreședinte
- Igor Petrcu, vicepreședinte
- Ion Cobîșenco, vicepreședinte
- Dorin Dușciac, vicepreședinte
- Victoria Botnari, vicepreședinte
- Cornel Pântea, vicepreședinte